# Mai furios, mai iute
Mai furios, mai iute , cunoscut și sub numele de 2 Fast 2 Furious , este un film din 2003 legat de curse ilegale de mașini regizat de Justin Lin și scris de Chris Morgan. Este al 2-lea film din seria The Fast and The Furious.

## Sinopsis
Brian O’Connor (Paul Walker), un polițist căzut în dizgrație, a ajuns o victimă a vitezei, iar acum plătește prețul. 
Foștii săi superiori sunt de părere că O’Connorr le-a compromis una din cele mai mari investigații făcută vreodată. Loialitatea sa față de poliție a fost testată atunci când O’Connor s-a infiltrat în lumea curselor ilegale din Los Angeles. El și-a dezvăluit în cele din urmă adevarata ocupație și l-a lăsat pe organizatorul unei lovituri de proporții să scape, mai precis să fugă cu un bolid de curse. Decizia lui O’Connor i-a permis să-și păstreze onoarea, însă acesta și-a pierdut insigna și orice șansă de reabilitare.
Acum ne aflăm într-un alt oraș, la un alt moment, iar O’Connor are o ultimă șansă.
Agenții FBI din Miami par să aibă vremuri grele încercând să-l prindă pe Carter Verone (Cole Hauser), un important om de afaceri care face parte de fapt dintr-un cartel de spălare a banilor. Agenții îl supraveghează pe Verone de peste un an, dar nu au putut dovedi decât legătura acestuia cu lumea curselor ilegale de mașini. Fiind presați de timp, oficialii îl contactează pe O’Connor, cerându-i să facă ceea ce se pricepe cel mai bine – să se ocupe cu vorbăraia și să calce pedala.
Dar tânărul care a încalcat atâtea reguli pune câteva condiții înainte de a accepta slujba care i-ar aduce înapoi insigna de polițist. Nemulțumit de lista posibililor parteneri pentru rezolvarea cazului, O’Connor insistă să colaboreze cu prietenul său din copilărie, Roman Pearce (Tyrese Gibson), un infractor foarte abil, fost deținut, care dovedește o pasiune pentru viteza foarte mare. Agenții îi propun acestuia un târg – dacă lucrează cu O’Connor, cazierul său va fi dat uitării.
Fostul polițist și fostul condamnat au acum o ultimă șansă, iar prinderea lui Verone reprezintă biletul lor pentru ieșirea din dizgrație. Lucrurile se complică odată cu apariția unei agente sub acoperire, Monica Fuentes (Eva Mendes), cheia intrării în lumea lui Verone.